# Arhiducesa Maria Elisabeta de Austria (1680–1741)

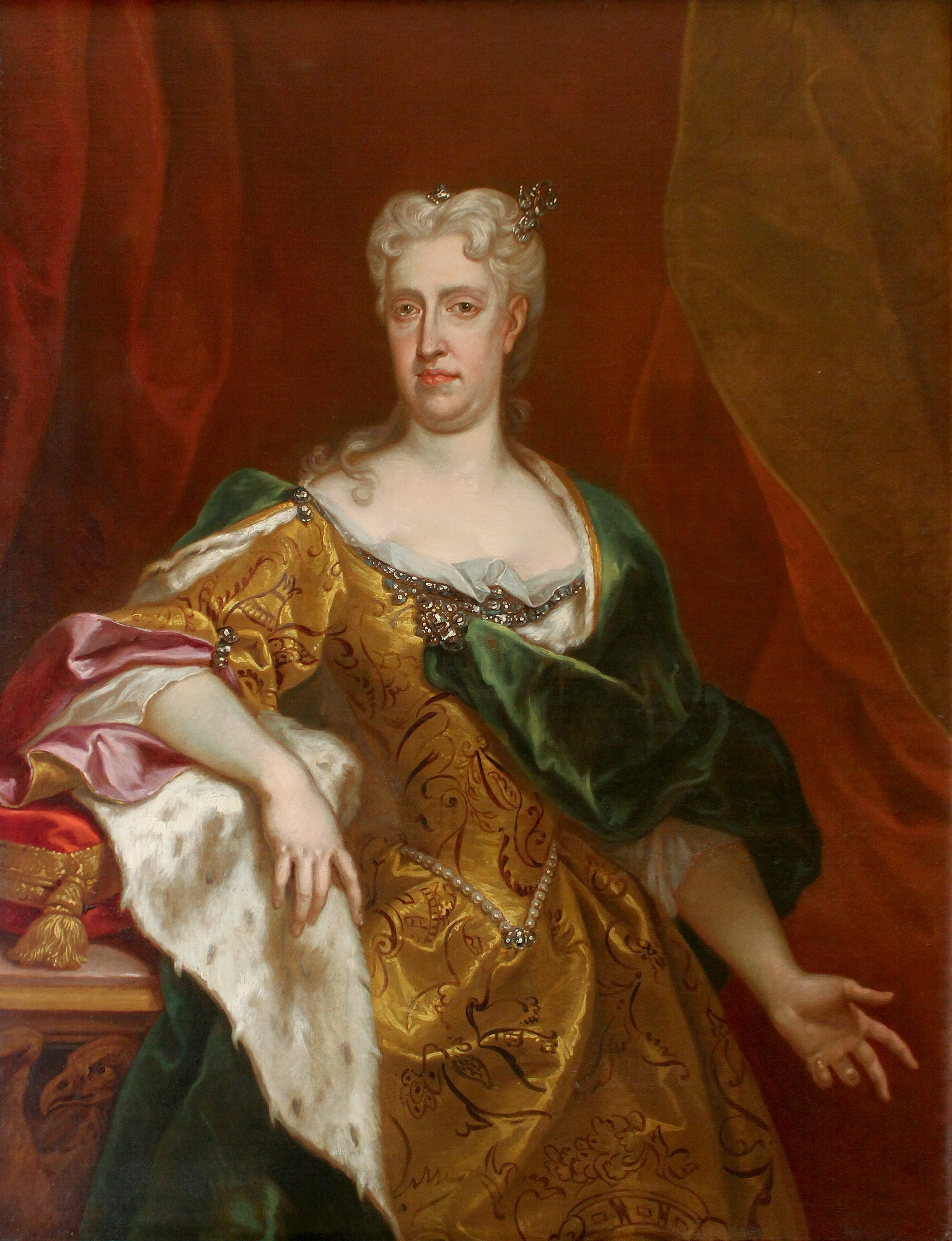
Maria Elisabeta de Austria

Arhiducesa Maria Elisabeta de Austria (n. 13 februarie 1680, Linz – d. 26 august 1741, Mariemont) a fost guvernator al Țărilor de Jos Austriece între 1725 și 1741.

## Biografie
Maria Elisabeta a fost fiica împăratului Leopold I și a celei de-a treia soții, Eleonore-Magdalena de Neuburg. A fost bine educată, vorbea fluent latina, germana, franceza și italiana. Nu s-a căsătorit niciodată. A fost sora împăraților Iosif I și Carol al VI-lea.
În 1725 a fost numită de către fratele ei succesorul Prințului Eugen de Savoia ca regentă a Țărilor de Jos Austriece.
Maria Elisabeta a fost descrisă ca un administrator puternic și o regentă populară. Politica ei independentă nu a fost întotdeauna apreciată la Viena. Ea a suspendat Compania Britanică a Indiilor de Est în 1727 și a închis-o în 1731.
A avut mijloace financiare suficiente la dispoziție pentru a susține o curte elaborată, ceea ce a stimulat cultura și muzica. Printre altele, ea l-a patronat pe Jean-Joseph Fiocco, maestru ei di cappella care i-a dedicat câteva oratorums între 1726 și 1738. Arhitectul Jean-Andre Anneessens a proiectat pentru ea palatul Mariemont, locul unde și-a petrecut verile.
A murit brusc la Mariemont, la vârsta de 61 de ani. Înmormântată inițial la Bruxelles, a fost mutată în 1749 în Cripta Imperială din Viena, lângă fratele ei Carol.